# Maison de la mer Daniel-Gilard
La Maison de la Mer Daniel-Gilard, également connue sous le nom de Bureau du Port, est un bâtiment situé à Nantes, dans le département français de la Loire-Atlantique. Elle est depuis 1988 le siège de la Fédération maritime de Nantes-Saint-Nazaire.

## Présentation
La Maison de la mer Daniel-Gilard est située à l'extrémité orientale du quai de la Fosse. Elle est le siège de la capitainerie du port de Nantes pendant un siècle, avant son transfert en 1980 au centre des Salorges situé n°16 quai Ernest-Renaud.
Le bâtiment actuel date de 1883. Il était desservi par un arrêt du Roquio, inauguré en 1887. Il remplace un bâtiment plus ancien qui avait fait l'objet d'une transformation en 1843. Il reste inchangé jusqu'en 1947-1952, dates auxquelles on lui adjoint ses deux ailes actuelles. Après le départ de la capitainerie, il est restauré par la Fédération Maritime, qui en est le nouveau gestionnaire. Il porte le nom de Daniel Gilard, navigateur nantais disparu en mer en 1987, qui s'était associé au projet.
Depuis 1988, la Fédération Maritime le met à disposition de 42 associations regroupant des milliers de gens de mer, tels que les marins de la Marine Nationale, de la Marine Marchande et de la Plaisance, des acteurs socio-économiques de la place portuaire, des amateurs d'histoire, de plongée sous-marine etc.

## Galerie
Photos anciennes

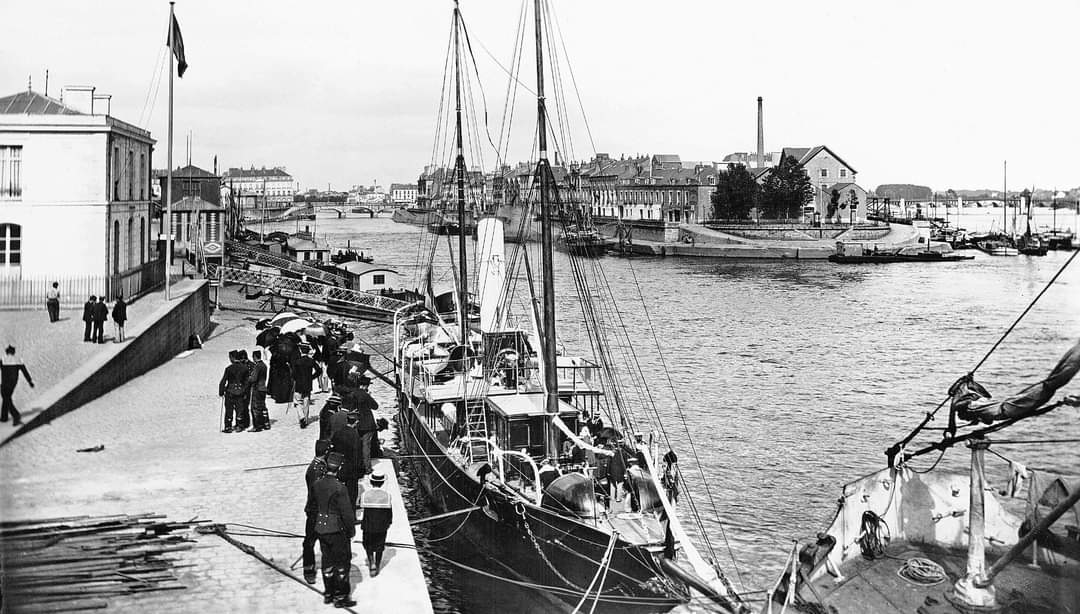
L'aviso « L'Élan » accosté devant le Bureau du Port à gauche le dimanche après-midi 26 juin 1898.
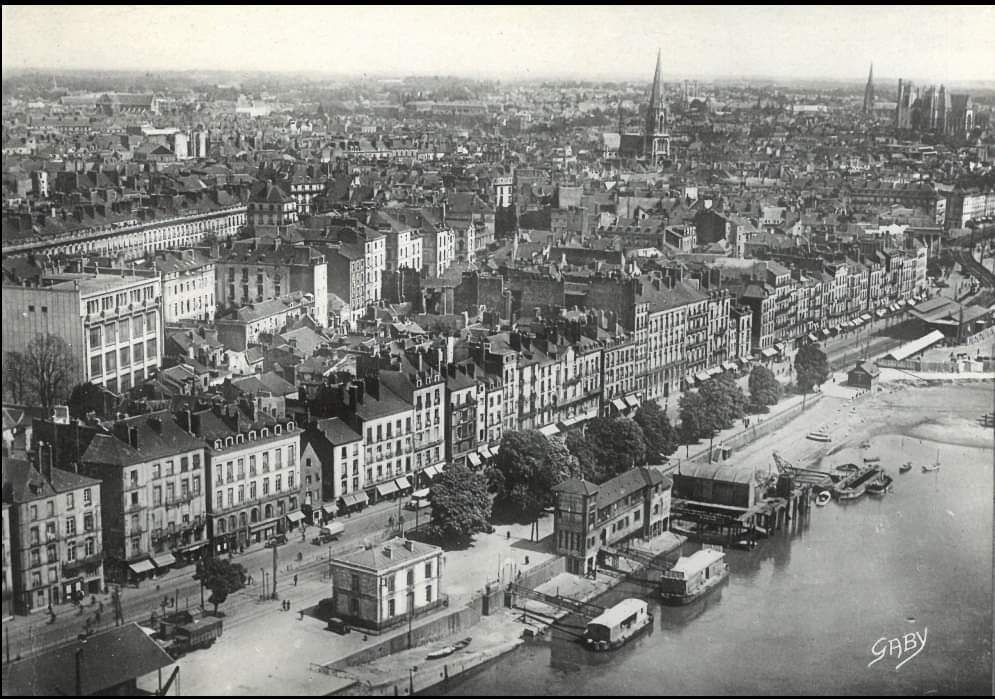
Le Bureau du Port vu du pont transbordeur de Nantes.
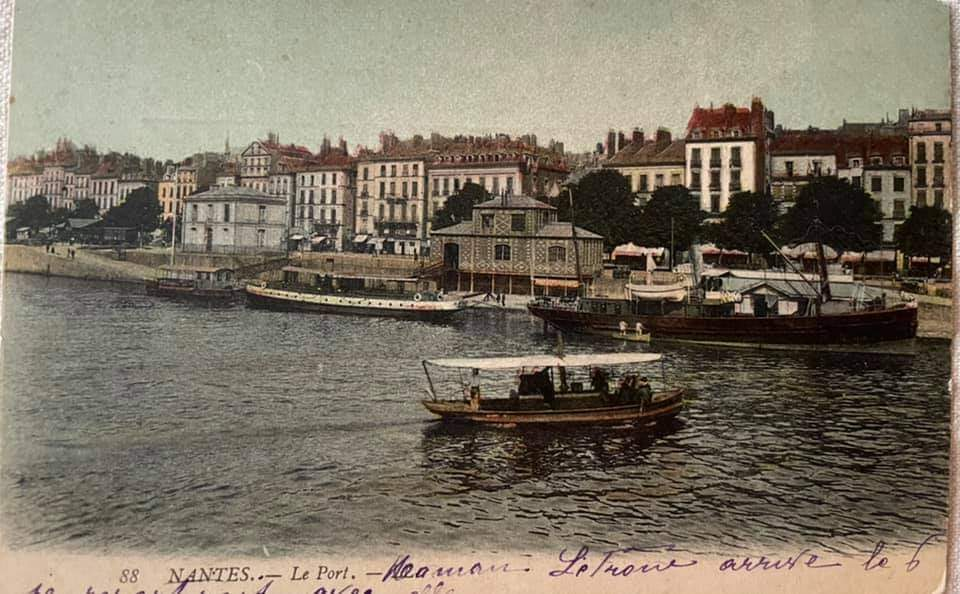
Carte postale du début du XXe siècle

Photos actuelles

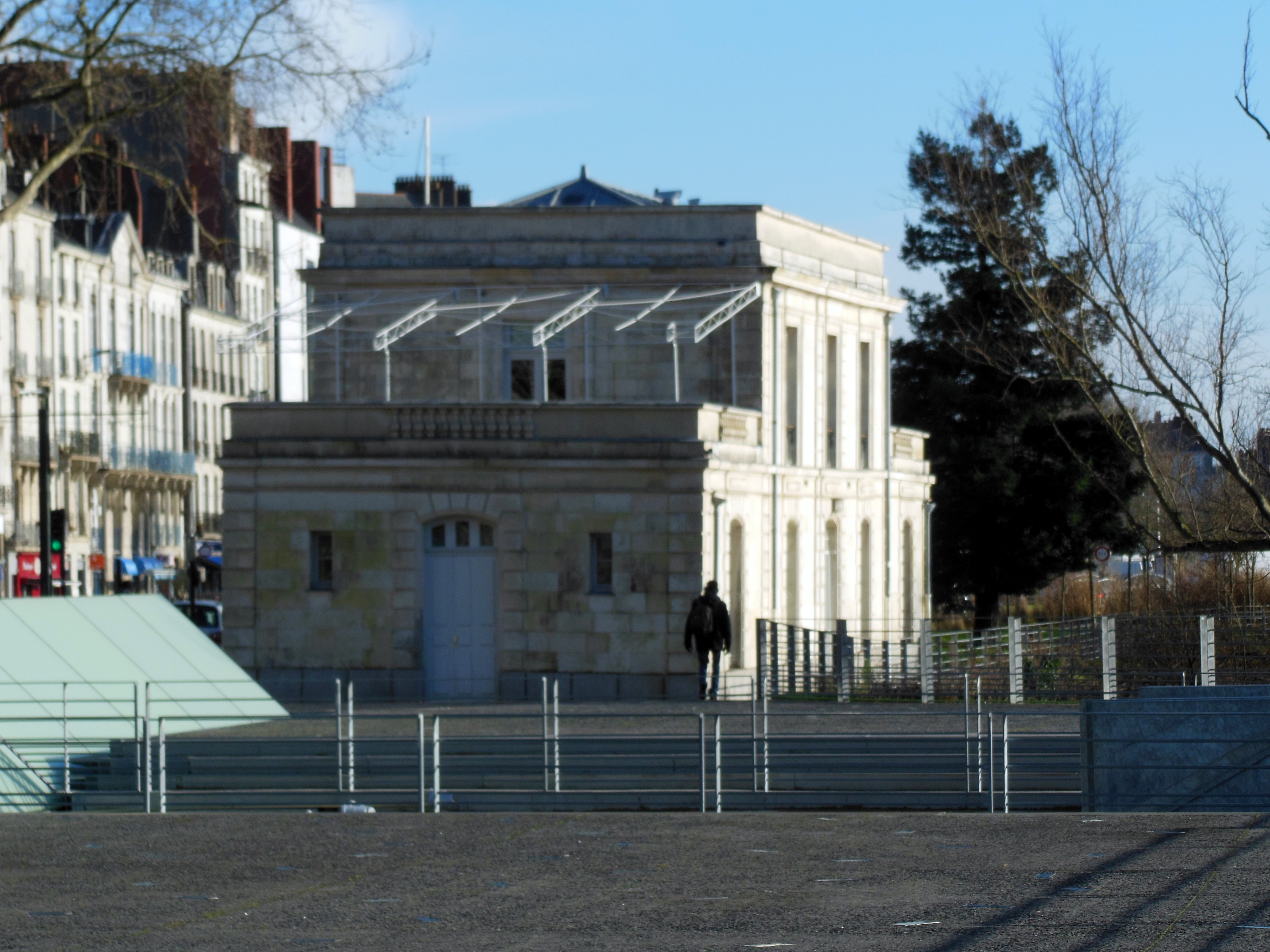
Maison de la Mer, façade ouest.
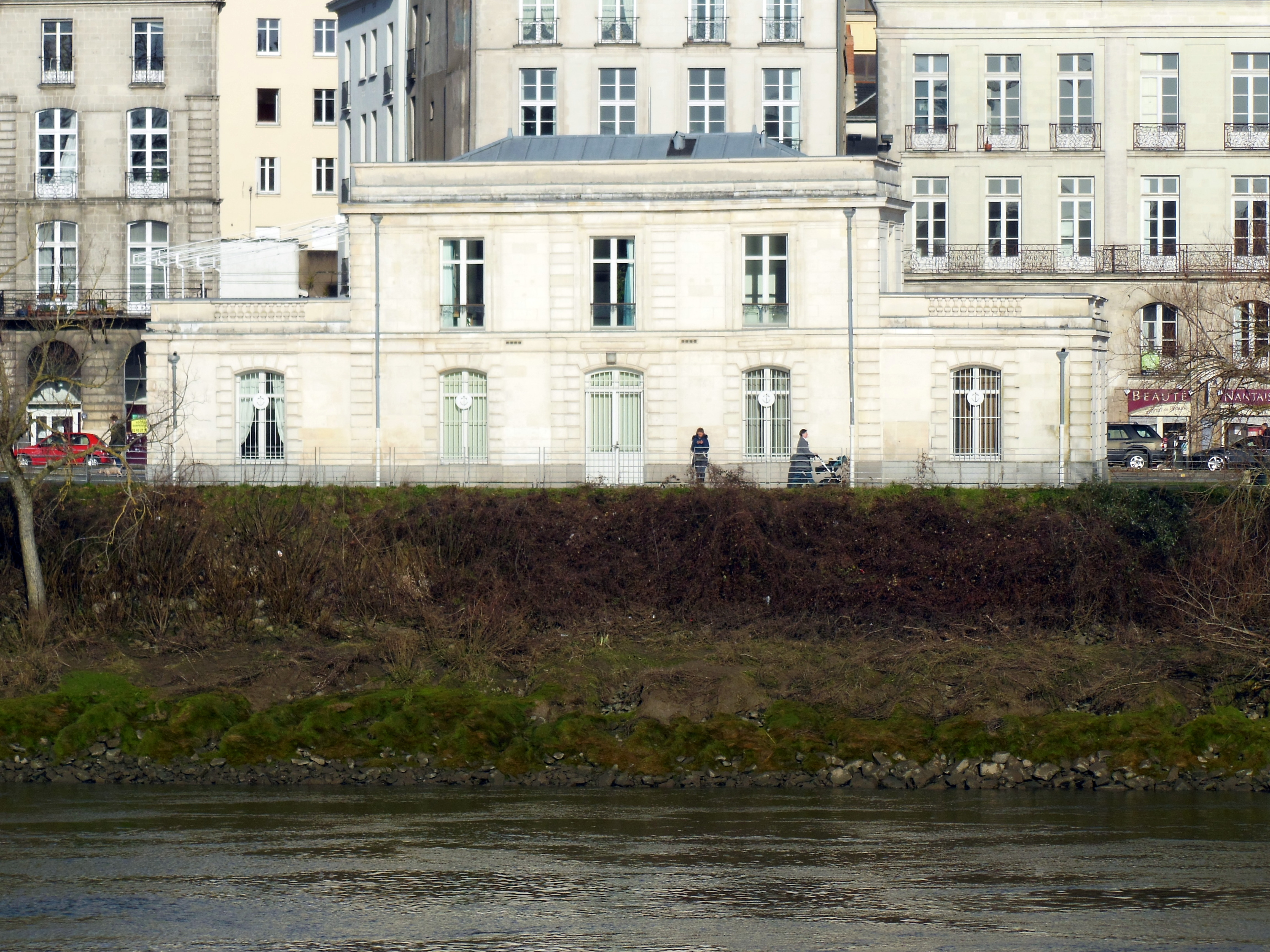
Vue de la façade sud le long de la Loire.
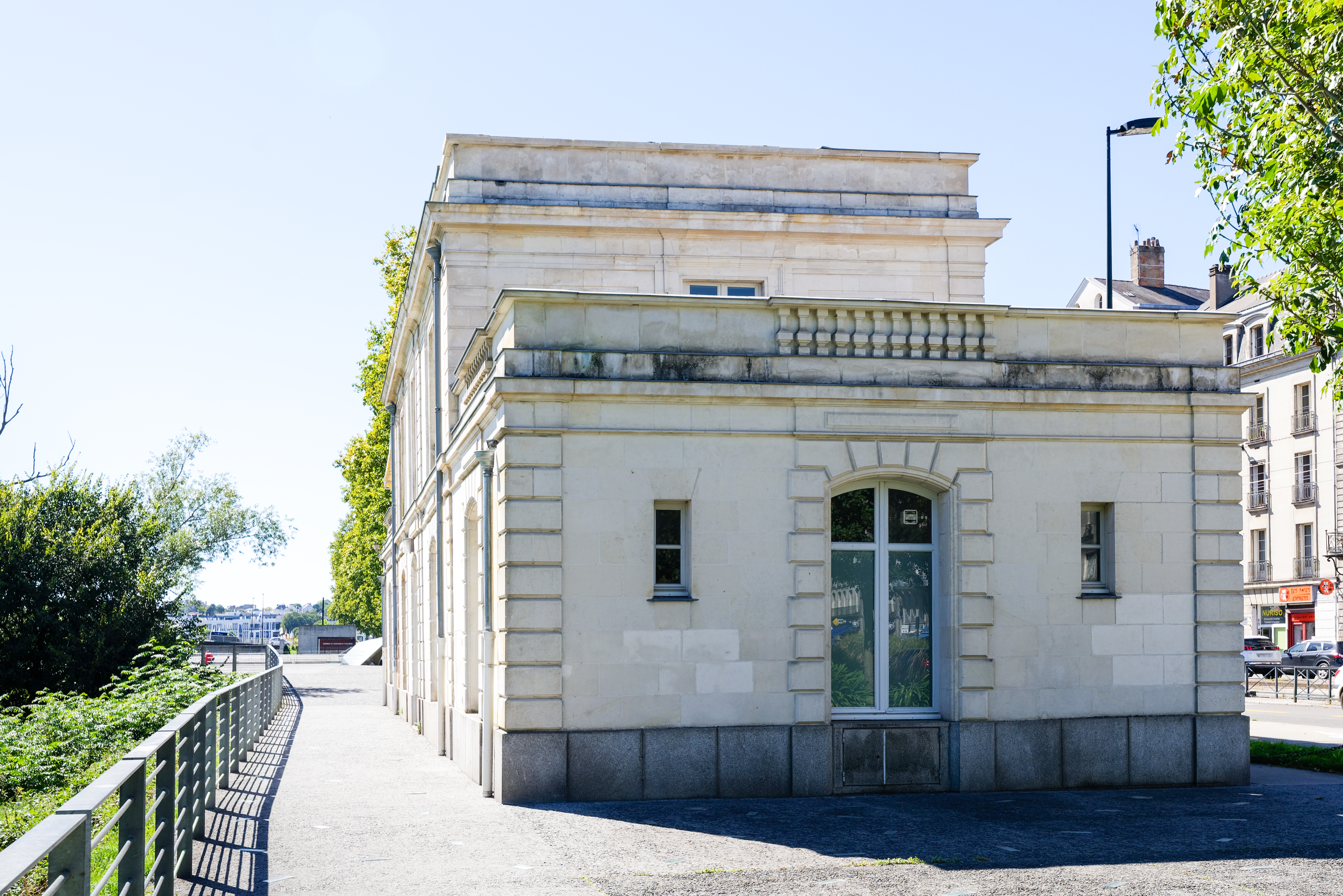
Maison de la Mer, façade est.
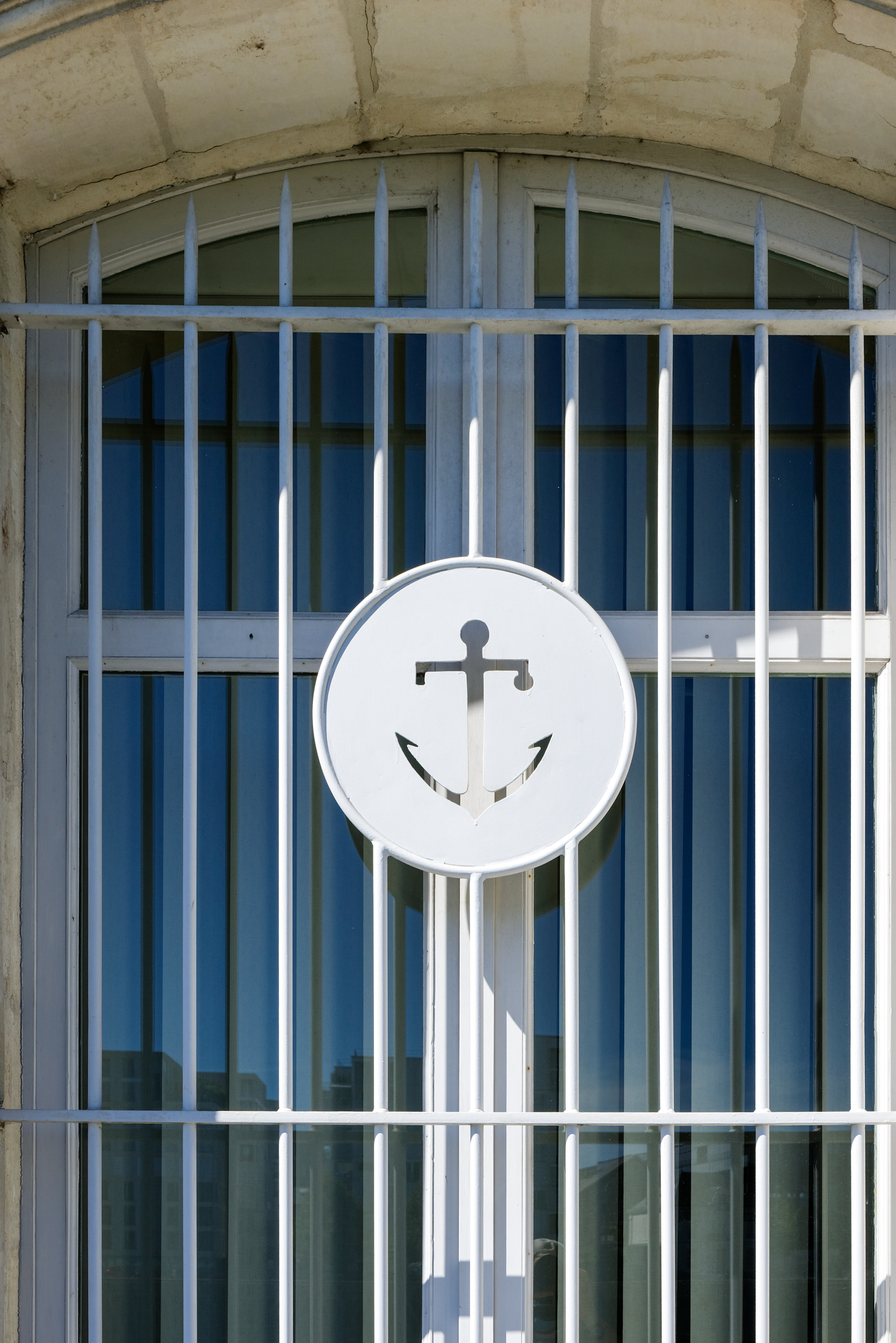
Détail de ferronnerie.